# 福建省福清第一中学
福建省福清第一中学，简称福清一中，位于中华人民共和国福建省福清市，是一所福建省教育厅属，福清市教育局主管的完全中学。福建省福清第一中学是福建省一级达标高级中学、福建省首批建成的重点中学之一。
福清一中由于1925年由郑忾辰等人士主持成立的“福清县立初级中学”、1943年筹办的“私立文光中学”和1944年创办的“私立闽海初级中学”三所学校于1951年合并成立。高中部校址即位于福清旧县城北城门处凤凰山的三校旧址。
福清一中音西校区于2020年启用，作为初中部办学地点。该校区原本为福清二中音埔校区。
福清一中观溪校区于2021年启用，作为初中部的第二个校区实现半独立办学。

## 校史
- 1925年秋，福清县立初级中学（县中）成立，校址位于县城北凤凰山麓高巷。其为福清县第一所初级中学。
- 1943年8月，由郑忾辰主导，于凤凰山麓万寿寺处成立了福清县私立文光中学，成立时为职业学校，于1947年由福建省政府教育厅确定为普通高级中学，为福清县第一所高级中学。
- 1944年秋，福清县私立闽海初级中学于凤凰山下的福清县城隍庙处成立。
- 1949年，闽海中学与县中合并办学。
- 1951年4月7日，县中与文光中学合并，成立福清中学。后遂将4月7日定为福清一中校庆日。
- 1954年，经福建省人民政府教育厅批准，原福清中学定名为“福清第一中学”。
- 1979年，福清一中被省教育厅确认为“福建省首批办好的十六所重点中学”之一。福清一中是十六所重点中学中唯一一所仅为县级的中学。
- 1995年，福清一中初中部开始筹划停止招生，并采用PPP模式与其它企业联办新的初中学校。是年9月，“私立文光中学”复校。
- 1996年，福清一中被评为“福建省一级达标高级中学”。
- 2018年，由于学校管理不善，福清一中被省教育厅褫夺“一级达标高级中学”称号。
- 2019年，初中部在凤凰山校区恢复，并于2020年迁往音西校区。
- 2021年，福清一中观溪校区成立，以半独立初级中学校区的形式办学。
- 2022年2月，福清一中再次被评为“福建省一级达标高级中学”。
- 2024年，福清一中将福清一中观溪校区收归直属校区，实现集团化办学。

## 现任校领导
- 校党委书记 薛天辉
- 校长 江爱民
- 党委副书记 林传茂
- 校团委书记 陈灵蓥
- 工会主席 周华龙
- 观溪校区校长 林龙

## 校园文化

### 校训
严 勤 实 活

### 校风
严谨 务实 创新 超越

### 口号与颂歌
超越自我，引领群伦
集善聚美，昌文明德
校歌于1988年由中国著名音乐家郭祖荣作曲，时任福清一中校长周继光作词。

### 校庆
福清一中校庆日定于4月7日，即福清县中与文光中学合并的纪念日。

### 其它
福清第一中学在校门口布置了“凤凰山赋”石碑，另外在2020年修葺校园道路时曾出土疑似叶向高仰止祠之无字石碑，如今被布置在校园凤凰山仰止门旁。
福清第一中学拥有例如建校70周年的“希望”、建校80周年的“学海扬帆”、“书山叠水”、“凤凰展翅”等多座纪念碑，几乎每座纪念碑都拥有其题字。
福清第一中学现时并无“校诗”或成文的“校记”。

## 凤凰山校区校园景观
福清一中各个校区合计面积约400亩，是福建省乃至全国较大的普通中学之一。
- 功荣明大楼，由王功镛、刘文明等华侨捐资建成的办公大楼
- 元洪楼，由林文镜捐资建成的学生宿舍楼
- 经官楼，由薛经官捐资建成的教学大楼
- 学善楼，由林学善捐资建成的图书馆大楼
- 大榕树，据载已有170余年树龄
- 凤凰山公园
- 凤仪楼
- 综合楼
- 尊师楼
- 玉贞楼
- "瑞泰"假山
- “无字碑”
- “蝙蝠石”玄武岩遗迹
- 闽海抗战将士纪念坛

福清一中将于2025年迎来其100周年校庆，为迎接校庆，学校在凤凰山校区进行了较大的校园建筑调整。在调整中被拆除的建筑如下。
- 融侨楼，由融侨集团林文镜等捐资建成的教学大楼（已于2024年8月拆除）
- 文光楼，1995年建成，原定由文光中学使用，后被收回的教学大楼（已于2022年8月拆除）
- 凤凰楼，教学大楼（已于2022年8月拆除）

## 外部资源
- 福建省福清第一中学 （页面存档备份，存于）

## 引用文献
1. 1 2  福清一中图书馆编，福清一中校志，2005年
2. ↑  .   [2014-12-25]. （原始内容存档于2022-07-21）.
3. ↑  .   [2017-09-20]. （原始内容存档于2023-01-17）.
4. ↑  .   [2021-08-03].
5. 1 2 3 4 5 6  [fjfqyz.cn ] 请检查|url=值 (帮助).   [2014-12-25].
6. ↑  .   [2020-04-20]. （原始内容存档于2023-03-01）.
7. ↑  .   [2021-10-11].